# جون سوندرز (لاعب شطرنج)
جون سوندرز (بالإنجليزية: John Saunders)‏ هو لاعب شطرنج بريطاني، ولد في 1953 في Loudwater, Buckinghamshire ‏ في المملكة المتحدة.

## وصلات خارجية
- جون سوندرز على موقع الاتحاد الدولي للشطرنج (الإنجليزية)
- جون سوندرز على موقع مباريات الشطرنج (الإنجليزية)
- جون سوندرز على موقع Chesstempo.com (الإنجليزية)